# Лептоспіроз
Лептоспіро́з (англ. leptospirosis, синонім хвороба Вейля або Вейля-Васильєва, хвороба Лансере-Матьє, хвороба Фідлера, гарячка Форт-Брегг, іктеро-геморагічна гарячка, водна гарячка, покісно-лугова гарячка, японська семиденна гарячка, собача гарячка, щуряча гарячка тощо) — гостра інфекційна хвороба з групи зоонозів, яка перебігає з гарячкою, загальною інтоксикацією, ураженням нирок, печінки, серцево-судинної, нервової систем, геморагічним синдромом.

## Історичні відомості
Захворювання відоме давно, можливо перші описи хвороби належать Гіппократу. Наразі важко зробити висновок, чи були численні описання епідемій жовтяниці в минулі століття, особливо під час війн, такими, що їх спричинювали лептоспіри, адже це могли бути епідемії гепатиту А або Е. Зокрема вважають, що саме лептоспіроз спричинив епідемію серед корінних американців вздовж узбережжя нинішнього штату Массачусетс (США), яка сталася безпосередньо перед прибуттям туди європейців у 1620 році і вбила більшу частину корінного населення. Існує припущення, що перший опис хвороби під назвою «жовта гарячка» (фр. fièvre jaune) зробив видатний французький лікар Домінік-Жан Ларрей при облозі Каїра армією Наполеона Бонапарта у 1798 році. Припускають, що ця хвороба була відома на початку XIX століття в Європі як «біліарний тифоїд». Є думка, що під назвою «Істотно тяжка жовтяниця» відомий французький лікар Етьєн Лансере вивів у 1882 році саме випадок лептоспірозу. Проте більшість фахівців вважає, що вперше достеменно лептоспіроз відокремив німецький лікар Адольф Вейль у 1886 році. Він тоді повідомив про 4 випадки «гострої інфекційної хвороби зі збільшенням селезінки, жовтяницею та нефритом», що він спостерігав у Гайдельберзі ще у 1870 році. У тому ж році французький лікар А. Матьє визначив хворобу як «жовтяницю з гарячковими рецидивами або печінковий тиф». Через це у франкомовних країнах лептоспіроз часто називали «хворобою Лансере-Матьє». У 1888 році російський лікар Микола Порфирійович Васильєв незалежно від Вейля та Матьє на підставі 17 власних спостережень 1883 року, здійснених у клініці Сергія Петровича Боткіна показав самостійність хвороби, основними ознаками якої були жовтяниця і типова гарячка з одночасним ураженням печінки, селезінки, нирок, мозку, і назвав її «інфекційною жовтяницею». Тепер зрозуміло, що Вейль і Васильєв описали найтяжчу форму перебігу лептоспірозу. Також у 1888 році німецький патолог Альфред Фідлер написав статтю про ще декілька випадків лептоспірозу, вперше назвавши її «хворобою Вейля». 1907 року американський лікар А. М. Стімсон знайшов звивисті мікроорганізми в тканинах нирки померлого хворого. Надалі стало зрозумілим, що це представник нової родини мікробів. У 1914—1915 роках японські дослідники Р. Інада та Ю. Ідо з крові людей з хворобою Вейля вперше виділили патогенний мікроорганізм, якому вони дали назву Spirochaeta icterohaemorrhagiae. Термін «лептоспіра» був запропонований в 1917 р. японським мікробіологом Хидеєм Ногучі. Пізніше було описано водну гарячку та японську семиденну гарячку, які, як з'ясувалось, є клінічними варіантами лептоспірозу, який спричинюють різні серогрупи лептоспір. У 1918 році Л. Мартін та О. Петті розробили ефективну серологічну діагностику лептоспірозу — реакцію мікроаглютинації і лізису лептоспір (РМАЛ), якою користуються донині. У 1926 році німецький мікробіолог В. Шюффнер і його аспірант, індонезієць А. Мохтар удосконалили цю реакцію і показали її універсальність для досліджень у людей і тварин.

## Актуальність
Хвороба є одним з найпоширеніших зоонозів світу, спостерігають її на всіх континентах, окрім Антарктиди. Щорічна захворюваність коливається від 0,02 на 100 тисяч населення в країнах помірного клімату до 100 та більше у тропічному кліматі. Серйозні спалахи цієї хвороби відбуваються після повеней. Серед тяжких форм лептоспірозу летальність сягає 30-35 %.

## Етіологія

### Класифікація лептоспір
Збудники хвороби належать до геномовиду Leptospira interrogans sensu lato, роду Leptospira, родини Spirochaetaceae. Рід Leptospira включає 20 геномовидів, які віднесені до 3 комплексів:
- патогенні,
- опортуністичні
- непатогенні лептоспіри.

Захворювання спричинює геномовид Leptospirae interrogans, який належить до комплексу патогенних лептоспір, та за антигенною структурою його розділяють на понад 200 серологічних варіантів, об'єднаних у 25 серогруп. Основне значення в патології людини мають серогрупи Icterohaemorrhagiae, Grippotyphosa, Hebdomadis, Canicola, Pomona, Tarassovi, Bataviae. В Україні реєструють лептоспіроз, якій спричинюють збудники 13 серогруп лептоспір. Штами лептоспір з однаковою антигенною структурою можуть відрізнятися за патогенністю для різних видів тварин. Серогруппа Icterohaemorrhagiae обумовлює найтяжчі форми хвороби у людей, в Україні реєструють переважно 2 її сероваріанти — copenhageni та icterohaemorrhagiae. У 2002 році на нараді Комітету з таксономії лептоспір Міжнародного союзу мікробіологічних товариств вирішено при іменуванні конкретної лептоспіри вживати наступний порядок, як на прикладі: Leptospirae interrogans serovar Icterohaemorrhagiae.

### Морфологія і антигенна структура
Морфологічно збудники нагадують спіраль (лат. leptos — дрібний, ніжний, spira — виток, спіраль). Мікроорганізм здійснює обертові (ротаційні, штопороподібні) та прямолінійні рухи, що сприяє його проникненню в організм людини чи тварини. При мікроскопії в темному полі живі лептоспіри мають вигляд рухомих сріблясто-білих ниток. Завдяки електронній мікроскопії встановлено 3 основні структурні елементи лептоспір: зовнішню оболонку, цитоплазматичний циліндр та осьову нитку, яка за своєю структурою, фізичним і хімічним складом аналогічна або близька до джгутиків інших бактерій. Розмножуються лептоспіри шляхом поперечного поділу. Містять як РНК, так і ДНК. Лептоспіри є грамнегативними бактеріями, для їх фарбування можна використати метод імпрегнації сріблом. Патогенні лептоспіри утворюють екзотоксин і ферменти патогенності, а при їх загибелі вивільнюється ендотоксин. Лептоспіри мають складну антигенну структуру. Краще за інших вивчені спільний для усіх лептоспір гемолітичний антиген (родоспецифічний), розташований у глибині клітини, та типоспецифічні (серогрупоспецифічні) аглютиногени, які містяться у поверхневих структурах клітини.

### Виживання у навколишньому середовищі, культуральні особливості
У природних водоймах з нейтральною або слабко лужною реакцією pH лептоспіри зберігають життєздатність 2-4 тижні (є типовими гідрофілами), у стерильній воді — до 200 діб, а у морській воді і торфовищах дуже швидко гинуть. У вологому ґрунті живуть 3-9 місяців, на харчових продуктах — від кількох годин до 30 діб. Культивують їх в анаеробних умовах на спеціальних поживних середовищах, збагачених кролячою сироваткою, при температурі 25-35°С і рН 7,2-7,4. Ростуть дуже повільно, іноді до 1-3 місяців, тому посів у повсякденній діагностиці лептоспірозів практично не використовують. Стійкі до дії низьких температур (добре зберігаються в замороженому стані, в лабораторних умовах при −70°С навіть до 2 років), тривалий час виживають у воді, що забезпечує їхнє збереження в природних умовах. Проте дуже чутливі до висушування, УФО, високої температури (при 55°С гинуть за 25-30 хвилин, при кип'ятінні — практично миттєво), кислот (гинуть при дії шлункового соку, який у людей має сильно кислу рН), препаратів хлору, антибіотиків. У процесі їхньої життєдіяльності ймовірні мутації, з чим пов'язують виникнення рецидивів хвороби.

## Епідеміологічні особливості

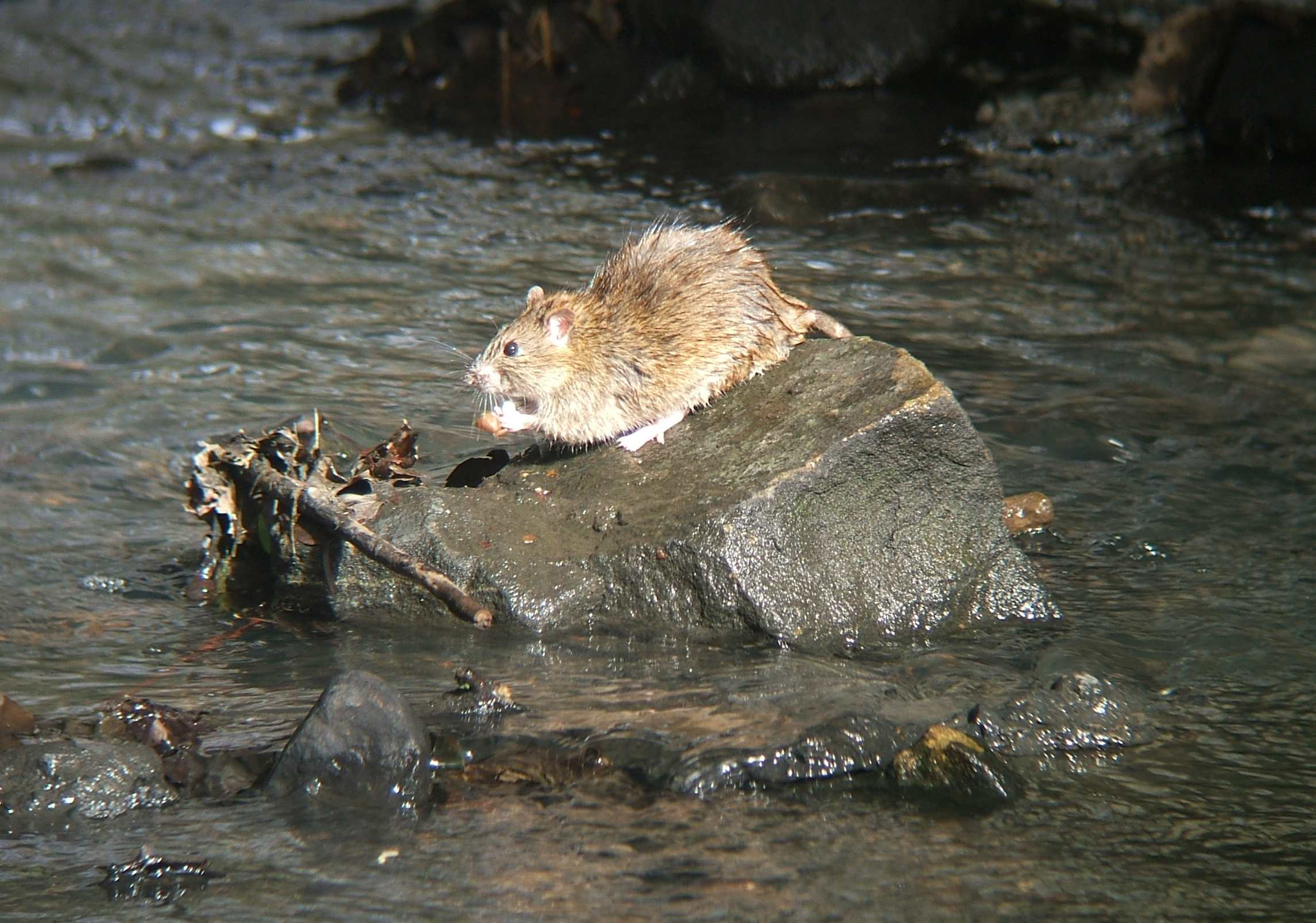
Сірий пацюк — найнебезпечніше джерело лептоспірозу.

### Джерело та резервуар інфекції

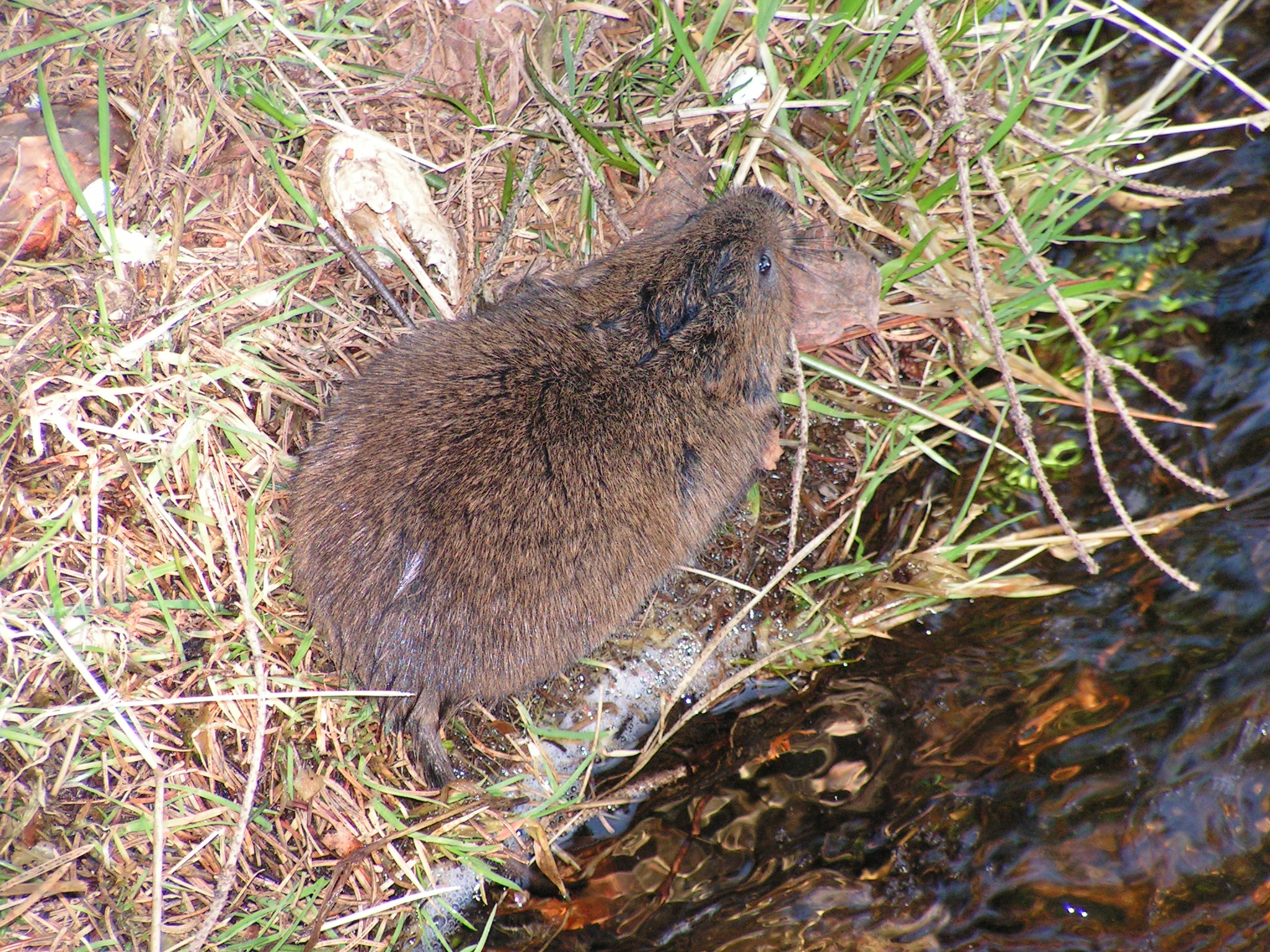
Водяний щур (водяна полівка) — джерело лептоспірозу у природних осередках.

Резервуаром лептоспір у природі є багато видів диких і домашніх тварин, в яких інфекція може перебігати латентно або у формі хвороби різної тяжкості. Це найчастіше гризуни з ряду мишоподібних, роди:
- Пацюк — найбільше — вид сірий пацюк, менше — чорний пацюк;
- Миша — хатня миша, миша курганцева тощо;
- Житник — зокрема польова миша;
- Полівка — як правило полівка звичайна, полівка гуртова, тощо;
- Мишак (лісові миши) — зокрема мишак європейський, мишак степовий;

- Щури[25][26][27]. — зокрема водяна полівка, ондатра, строкатка степова.

Велике поширення лептоспір відзначають серед свійських ссавців (велика та дрібна рогата худоба, свині, собаки. тощо) і промислових (лисиці, вовки, дикий кабан тощо) тварин. Найбільше значення мають ті, які виділяють лептоспір у довкілля із сечею протягом тривалого часу, насамперед, гризуни і травоїдні.
Основним джерелом серогрупи:
- Icterohaemorrhagiae є сірий пацюк, хатня миша;
- Canicola — бродячі та домашні собаки (від лат. canis — собака);
- Grippotyphosa — польова і лісова миша, хатня миша, ондатра, звичайна та гуртова полівки, велика рогата худоба;
- Pomona — польова і лісова миша, сірий пацюк, полівки, їжаки, свині, велика рогата худоба, собаки;
- Hebdomadis — велика рогата худоба;
- Tarassovi — велика та дрібна рогата худоба, свині;
- Bataviae — мишак уральський, мишка лучна, собаки.

Лептоспіроз належить до природно-осередкових зоонозних інфекцій. Заражені тварини разом з територією, на якій вони перебувають, утворюють природні, антропургічні (міські) та змішані осередки лептоспірозу. Природні осередки формують головним чином дикі дрібні гризуни в заболоченій місцевості, приозерних заростях, заплавах річок, вологих лісах. Антропургічні осередки виникають у населених пунктах і пов'язані з господарською діяльністю людини. В їх утворенні важливу роль відіграють синантропні гризуни, від яких заражаються свійські, а також, промислові тварини.

### Механізм і фактори передачі
Механізм передачі збудника контактний, шляхи передачі — водний, аліментарний, рановий. Зараження відбувається при вживанні контамінованої (зараженої) води і харчів, під час купання, риболовлі, занять водним спортом у забруднених збудниками водоймах, при догляді за хворими тваринами, випадковому потраплянні сечі хворої тварини на пошкоджену шкіру людини. Для проникнення лептоспір достатньо найменших порушень цілісності шкіри. Іноді інокуляція збудника відбувається через кон'юнктиву. У шлунку ж людини збудник швидко гине через сильно кислу реакцію шлункового соку. Тому інфікування при вживанні забрудненої води або їжі здійснюється через дрібні пошкодження слизової оболонки ротоглотки. Хвора людина практично не становить небезпеки щодо зараження інших людей. У сечі людей лептоспіри швидко гинуть через її кислотність. Довший час виживають лептоспіри у вегетаріанців або веганів внаслідок залуження сечі через вживання рослинної їжі. Пряма передача інфекції між людьми відбувається вкрай рідко, при випадковому потраплянні крові від хворого в період лептоспіремії на незахищені та пошкоджені шкіру та слизові оболонки тих, хто його оточує.

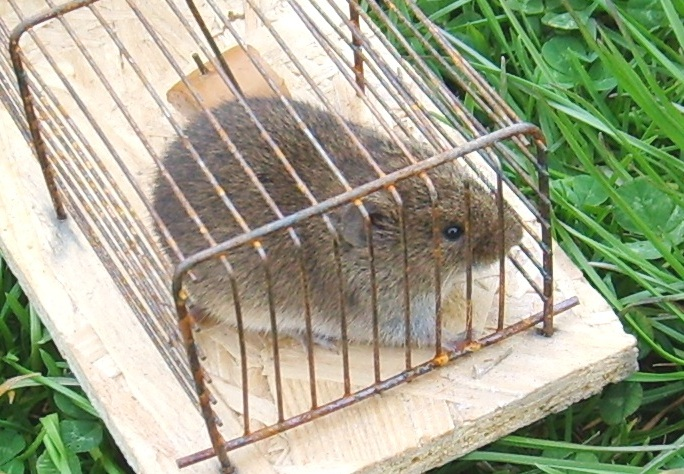
Полівка звичайна — одне з джерел лептоспір для людей, які працюють в полі або з сіном.

### Сприйнятливий контингент та імунітет
Сприйнятливість висока, частіше хворіють чоловіки — підлітки і дорослі. Серед хворих переважають мешканці села. Відзначають тенденцію до втягнення в епідемічний процес містян, особливо за несприятливих санітарних умов — паводок, контакт зі стічними водами тощо. Частіше хворіють дератизатори, тваринники, ветеринари, фермери, мисливці, працівники м'ясокомбінатів, косарі, особи, які працюють на заболочених луках (заготівля сіна, торфу), заготівельники лісу, меліоратори, шахтарі, робітники очисних споруд і каналізації, рибалки. У районах із холодним кліматом лептоспіроз, переважно, є професійною хворобою, в тепліших регіонах його частіше спостерігають серед тих осіб, які відпочивали на природі.
Захворювання на лептоспіроз, який спричинює серогрупа Icterohaemorrhagiae, реєструють рівномірно протягом усього року, при інших серогрупах — пік у помірних широтах припадає на серпень-вересень, у тропічних регіонах теж є сталим протягом усього року. Висока цілорічна захворюваність людей на лептоспіроз, якій породжує серогрупа Icterohaemorrhagiae, зумовлена постійною присутністю гризунів-лептоспіроносіїв (сірий пацюк, хатня миша) у житлі людини, особливо в сільській місцевості.
Після перенесеної хвороби залишається стійкий типоспецифічний імунітет, проте іноді спостерігають повторні, лабораторно підтверджені випадки внаслідок зараження іншою серогрупою лептоспір і, дуже рідко, тією ж самою (імовірно, через недостатність імунної відповіді).

## Патогенез

### Рання стадія
Лептоспіри потрапляють в організм через пошкоджену шкіру і слизові оболонки. Пройшовши без змін через лімфатичні судини та вузли вони поширюються у різні паренхіматозні органи, де розмножуються в інкубаційному періоді. На початковому етапі клінічних проявів відбувається масивна лептоспіремія (бактеріємія), завдяки адгезії до ендотелію капілярів лептоспіри осідають у різних органах і тканинах, де активно розмножуються. Цитотоксична дія лептоспір породжує розпад ліпідів ендотеліоцитів, їхню дегенерацію і некроз, утворення міжклітинних щілин, через які здійснюється вихід із кров'яного русла рідини, збудників і їх токсинів у навколишні тканини. Розвивається універсальний капіляротоксикоз. Підвищення проникності стінки капілярів, порушення її цілості ведуть до периваскулярного набряку, реактивної запальної інфільтрації тканин, розладів мікроциркуляції і кровопостачання органів, що обумовлює гіпоксію, ішемію, тканинний ацидоз, пошкодження паренхіми з розвитком гепатиту, нефриту та виникненням гострої ниркової недостатності (ГНН).

### Імунна стадія
Наступна стадія хвороби триває 4-30 діб. Для неї характерне асептичне запалення (менінгіт, увеїт, іридоцикліт (запалення райдужки і циліарного тіла очного яблука, тобто передній увеїт), хоріоретиніт), у походженні якого більшу роль відіграють імунні механізми, ніж пряма цитопатична дія лептоспір.

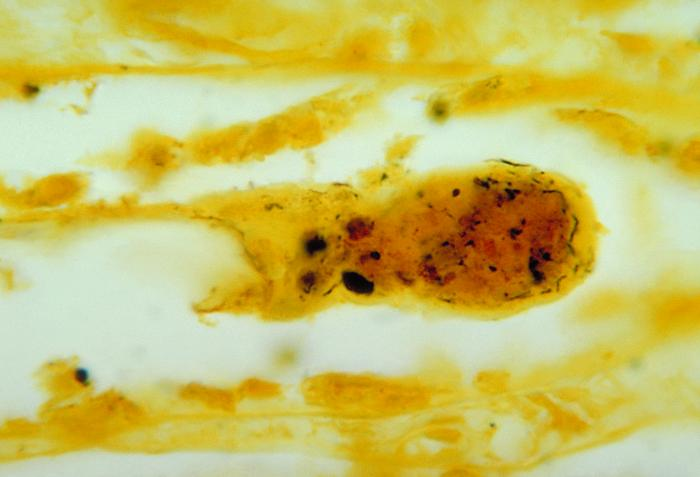
Лептоспіри у нирках.

#### Ураження нирок
Нирки при лептоспірозі уражаються завжди, хоча б тому, що є єдиним природним шляхом виділення лептоспір з організму хворого.
Патологічні зміни в нирках спричинюють життєздатні лептоспіри, а також вони виникають за рахунок прямого цитотоксичного впливу збудника та його продуктів на базальну мембрану гломерул (судинних клубочків нирок), імунокомплексного їх ураження, сенсибілізації імуноцитів до ниркового антигену людини (аутоімунні реакції). Ураження мікросудин цитокінами призводить до ішемії нирок, переважного пошкодження канальців, аж до їхнього некрозу і розвитку гострої ниркової недостатності з високою частотою анурії та гіпокаліємії.

#### Ураження печінки
Закономірне ураження печінки, часто з жовтяницею, генез якої різний — дегенеративні зміни гепатоцитів, гемоліз, внутрішньопечінковий холестаз (застій жовчі). Основною її причиною вважають порушення мікроциркуляції й архітектоніки печінкової дольки. За патгістологічними даними, поряд з цим розвивається іноді виразний внутрішньопечінковий холестаз. Навіть при тяжкій формі лептоспірозу морфологічні зміни печінки відносно незначні. При рідкій для лептоспірозу загрозі або ще більш казуїстичній наявності коматозного стану провідне значення мають загальні розлади обміну речовин і, насамперед, водно-сольовий дисбаланс з розвитком гіпокаліємії (мінеральна кома, або ендогенна печінково-ниркова недостатність), а не печінково-клітинна кома, яка виникає внаслідок прогресуючої загибелі гепатоцитів.

#### Тромбогеморагічні прояви
Характерні виразні прояви, які часто при тяжкому перебігу доходять до ДВЗ-синдрома (синдром дисемінованого внутрішньосудинного згортання), які пов'язані зі змінами судинно-тромбоцитарної ланки гемостазу і розладами у згортальній, фібринолітичній і калікреїн-кініновій системах. Провідну роль при цьому відіграє синдром універсального капіляротоксикозу як результат інфекційно-токсичного ураження ендотелію, підвищення проникності мембран, розладів мікроциркуляції, так званої коагулопатії споживання. У той же час підвищується рівень фібриногену, внаслідок чого утворюються фібринові тромби у нирках і легенях.

#### Ураження нервової системи
Такі ураження проявляються менінгеальним та загальномозковим синдромами. Морфологічно виявляють тяжкі розлади в системі мікроциркуляції, що сприяє розвитку гострого набряку-набуханню мозку (ГННМ) і зростаючій альтерації нейронів. Нерідко виникає й менінгіт.

#### Ураження скелетних м'язів
Рабдоміоліз, який спричинює проникнення збудника в скелетні м'язи і вплив його токсинів, накопичення лактату через порушення мікроциркуляції, внаслідок чого відбувається вакуолізація міофібріл, некробіотичні зміни, є вогнища фокальних некрозів. Існує думка, що при тяжких ураженнях м'язів відбувається ще й накопичення міоглобіну, який додатково уражає нирки.

#### Ураження серця
Значні зміни з боку серця, зокрема ураження міокарда, теж пов'язують з рабдоміолізом. Тяжкі форми гострої серцевої недостатності (ГСН) з кардіогенним шоком спричинюють фокальні геморагії, які відбулися в тканину міокарда. При вираженому токсикозі помітно знижується артеріальний тиск (АТ) внаслідок зменшення тонусу артеріол. На секційному матеріалі описано інтерстиціальний міокардит, виразковий ендокардит, інфарктоподібні некрози в серцевому м'язі з крововиливом і фібринозним просяканням.

#### Ураження легенів
При тяжкій формі лептоспірозу часто спостерігають гострий респіраторний дистрес-синдром дорослих (ГРДСД). Судинне ураження легень є результатом імунологічних механізмів з розвитком ДВЗ-синдрому. Ураження легенів при лептоспірозі вважають швидше геморагічними, ніж запальними. Останні, переважно, зумовлені вторинною бактерійною інфекцією. У легенях померлих нерідко знаходять інфільтрати, пов'язані з вогнищами крововиливів, геморагічні інфаркти, інтерстиціальний набряк, що, разом із дрібними вогнищами ателектазу, створює морфологічну картину «шокових» легенів, яка проявляється в клінічному перебігу синдромом гострої дихальної недостатності (ГДН) за рестриктивним, рідше — за обструктивним типом. Вогнищевий ателектаз, порушення мікроциркуляції, масивні відкладення фібрину в альвеолах, які виявлені на аутопсії, можуть за життя хворого імітувати вогнища запалення, що помилково рентгенологічно оцінюють як пневмонію.

### Особливості патогенезу лептоспірозу, який спричинюють різні серогрупи
Є певні відмінності у перебігу лептоспірозу, які залежать від приналежності збудника до тієї чи іншої серогрупи, залежить насамперед від ступеня хвороботворності збудника, а також від інфікувальної дози і реактивності організму. Так при ураженні збудниками серогрупи Icterohaemorrhagiae відбувається переважне пошкодження печінки з виникненням виразної жовтяниці, тяжке ушкодження нирок з частим виникненням ГНН та судин із клінічно значущим ДВЗ-синдромом. При процесі, спричиненим лептоспірами Grippotyphosa, глибокі ураження нирок та печінки відсутні, немає жовтяниці, переважають ураження загальнотоксичного характеру мозкових оболон. При ураженнях, спричинених лептоспірами інших серогруп, відбуваються проміжні зрушення.

### Стадія одужання
У процесі хвороби починає формуватися імунітет. До введення в практику антибіотиків у хворих на лептоспіроз антитіла з'являлися рано і досягали високих титрів, проте в останні роки при ранньому призначенні антибіотиків антитіла з'являються пізно (іноді лише в періоді реконвалесценції / одужання і титри їх невисокі). У періоді ранньої реконвалесценції (зазвичай після 5-10-денної апірексії) можливий рецидив хвороби з відновленням основних клінічних проявів хвороби. При проведенні адекватної антибіотикотерапії рецидиви не розвиваються. У процесі одужання настає повне очищення організму від лептоспір. Хронічних форм лептоспірозу не спостерігають, хоча можуть бути резидуальні (залишкові) явища.

## Клінічні прояви

### Класифікація
Згідно МКХ-10 виділяють «Лептоспіроз» (А27) в класі «Деякі інфекційні та паразитарні хвороби», підкласі «Деякі бактеріальні зоонози». При цьому додатково виділені:
- «Лептоспіроз, який спричинює Leptospira interrogans serovar icterohaemorrhagiae» (А27.0),
- «Інші форми лептоспірозу» (А27.8),
- «Лептоспіроз неуточнений» (А27.9).

Клінічно ще вирізняють жовтяничну та безжовтяничну форму лептоспірозу.

### Початковий період
Інкубаційний період триває 7-14 діб, інколи 1-2 або до 20 діб. Початок захворювання гострий, часто раптовий (хворі можуть вказати навіть годину, коли все почалось). З'являються трясучий озноб, гарячка (температура тіла швидко досягає 39-40°С і вище), виражені симптоми інтоксикації — загальна слабкість, сильний головний біль, запаморочення, нудота, блювання, у тяжких випадках вже можливі втрата свідомості, марення, збудження. Дуже характерні міалгії, особливо у литкових м'язах, стегнах, попереку. Дещо меншим є біль у м'язах спини, грудної клітки, живота. Міалгії турбують не тільки під час рухів, а й у спокої. Біль у ділянці живота може симулювати картину гострого хірургічного захворювання. Міалгії тривають 8-10 днів, одночасно з ними можуть відбуватися й артралгії.
При огляді хворого привертають увагу гіперемія й одутлість обличчя, почервонілі очі (нагадують кролячі) з вираженою ін'єкцією судин склер, гіперемія кон'юнктив. Часто з'являються герпетичні висипання на губах і крилах носа як реактивація хронічного процесу (більше при ураженні, спричиненим серогрупою Icterohaemorrhagiae). Шкіра на дотик волога, періодично з'являється рясний піт. У частини хворих збільшуються регіонарні лімфатичні вузли.

### Період розпалу хвороби
У період розпалу хвороби явища інтоксикації посилюються. Гарячка послаблювальна або постійна з короткочасними ремісіями, триває 5-10 діб і знижується критично або коротким лізисом. Після 2-10 днів апірексії може виникнути друга хвиля гарячки, коротша за першу. Повторні хвилі (рецидиви) відбуваються у більше ніж 30 % хворих, їх може бути декілька. За тяжкого або ускладненого перебігу можна спостерігати тривалий субфебрилітет.

#### Клінічні ознаки ураження нирок

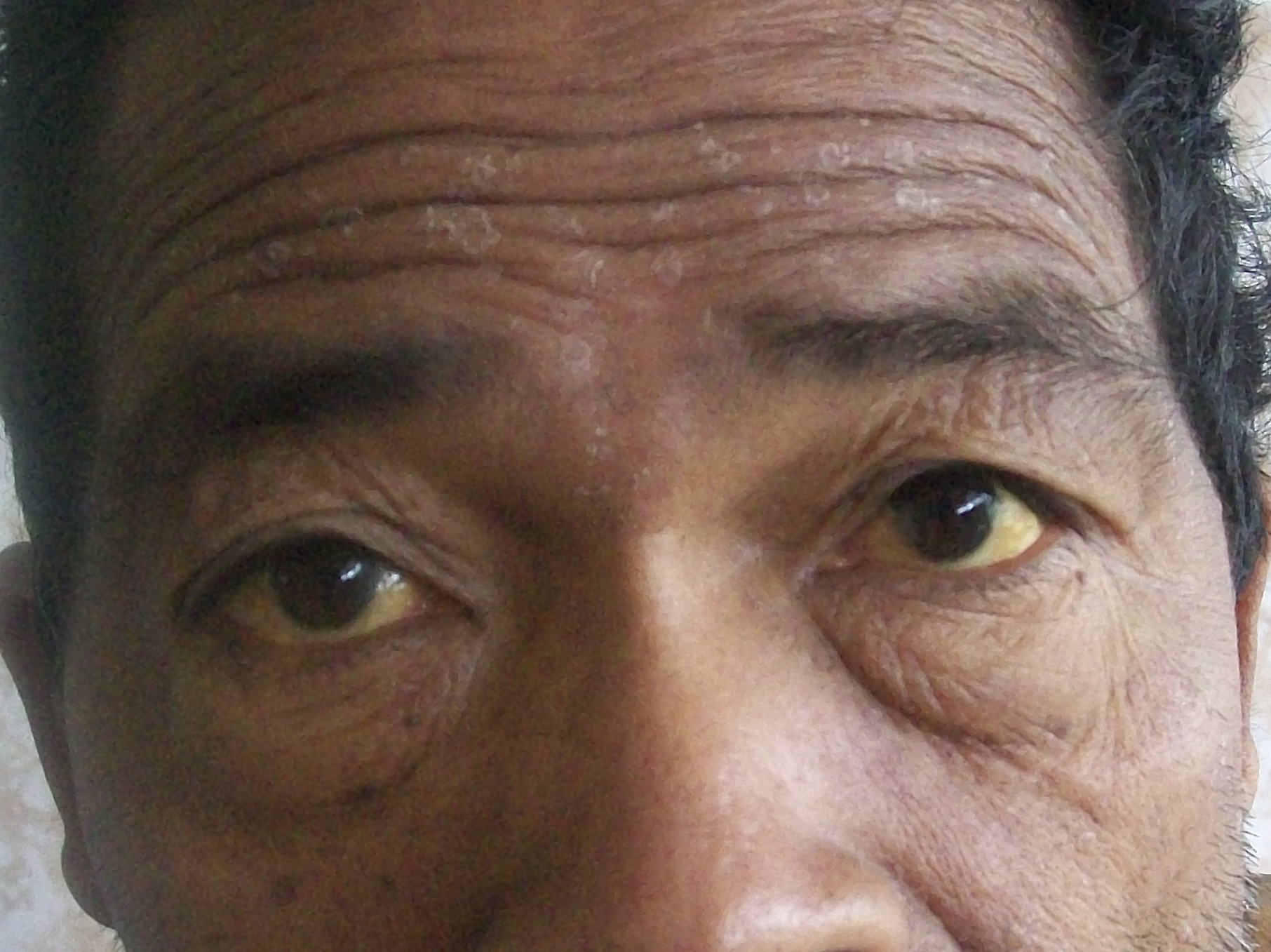
Жовте забарвлення склер при лептоспірозі — головна ознака жовтяниці.

Ураження нирок клінічно проявляється помірним спонтанним болем у попереку, позитивним симптомом постукування там, при розвитку ГНН зменшується добова кількість сечі (олігурія) аж до анурії. Внаслідок порушення клубочкової фільтрації та канальцевої реабсорбції прогресує уремія, яка може призвести безпосередньо до смерті. За сприятливих умов на 2-му тижні хвороби олігурія змінюється на поліурію, добовий діурез становить 3-8 л сечі низької відносної густини. Навіть за відсутності клінічних і анамнестичних даних щодо розладів сечовиділення у 75 % хворих виявляються патологічно змінені лабораторні показники. Особливістю лептоспірозного ураження нирок є відсутність набряків тіла і гіпертензії.

#### Клінічні ознаки ураження печінки
Ураження печінки є одним з провідних симптомів лептоспірозу і характеризується помірним збільшенням її розмірів, ущільненням консистенції, відносною болючістю при промацуванні. Ці зміни мають місце як при жовтяничній, так і при безжовтяничній формах хвороби. Коли у хворого виникає жовтяниця, інтенсивність і тривалість її коливаються в широкому діапазоні: від короткочасного жовтявого забарвлення склер і шкіри до яскравого червоно-шафранового забарвлення, що може супроводжуватись свербінням шкіри і зберігатися декілька тижнів. Проте навіть при вираженій жовтяниці й проявах значної печінкової недостатності печінка, як правило, не скорочується у розмірах. Вкрай рідко відбувається розвиток печінково-клітинної недостатності, часто тяжкий перебіг ураження печінки відбувається при фоновому хронічному гепатиті. Печінка залишається помірно збільшеною протягом усього гарячкового періоду, а функція її порушеною ще довше і у віддалену реконвалесценцію. У половини хворих збільшена і селезінка.

#### Клінічна характеристика геморагічного синдрому
Один із провідних синдромів при лептоспірозі — геморагічний. Клінічно при легкому перебігу хвороби відмічають петехіальний висип на шкірі грудної клітки, особливо на бокових поверхнях, рідше — на інших ділянках, крововиливи в кон'юнктиву, навколо місць ін'єкцій, носові, а при тяжчому — легеневі, маткові, кишкові кровотечі. Можливе блювання з кров'ю у блювотних масах, діарея з домішками крові та, навіть, справжня мелена. Смерть зумовлена поєднанням масивних повторних кровотеч, крововиливів у життєво важливі органи, гострою недостатністю надниркових залоз, ГСН, тобто виникненню поліорганної недостатності.

#### Клінічні ознаки ураження серця і судинної нервової регуляції
Значні зміни виявляються з боку серця: уповільнення пульсу (особливо в осіб молодого віку), розширення меж серця, ослаблення або глухість тонів, поява шумів, аритмії. Помітно знижується артеріальний тиск, колаптоїдний стан може виникнути у будь-який період хвороби. Ураження міокарда переважно вогнищеве, триває більше 12 міс., у половини перехворілих без позитивної ЕКГ-динаміки.

#### Клінічні ознаки ураження легенів
Ураження дихальної системи виявляють у окремих хворих на лептоспіроз у вигляді трахеїту та бронхіту переважно при безжовтяничній формі. Іноді виникає ГРДСД. Для легеневих уражень при лептоспірозі характерна рання (в перші 2-3 дні хвороби) поява кашлю і кровохаркання. Харкотиння мізерне, рідко з нього можна виділити збудника. Можливий також випіт у плевру.

#### Клінічні ознаки ураження нервової системи
Для лептоспірозу характерні зміни з боку ЦНС — загальномозковий, менінгеальний синдроми (з розвитком або менінгізму, або менінгіту) — частіше при захворюваннях, які спричинені збудниками серогруп Grippotyphosa і Pomona, енцефалітний. Периферичні нейропатії не є звичайними для даної хвороби, проте спостерігають окремі випадки мононевриту.

#### Клінічні ознаки інших уражень
Характерним для лептоспірозу вважають ураження очей — увеїт, іридоцикліт, хоріоретиніт. Зрідка по тулубу у розпал хвороби може бути неспецифічний розеользно-папульозний нерясний висип, який швидко минає.

#### Характеристика клінічного перебігу за різного ступеню тяжкості
Тяжкість хвороби слід оцінювати комплексно: за вираженістю інтоксикації, синдромів ураження нирок і печінки, геморагічних проявів.

##### Легкий перебіг
Інтоксикація незначна, температура тіла субфебрильна, незначні асоційовані міалгії, триває недовго, жовтяниця помірна, клінічно порушень функції нирок немає.

##### Середньотяжкий перебіг
Інтоксикація більш виражена: температура тіла досягає 39°С, головний біль, виразні міалгії, загальна слабкість, зниження апетиту, нудота, зрідка блювання. Можливі короткочасна олігурія, прояви геморагічного синдрому — петехіальний висип на шкірі, носові кровотечі.

##### Тяжкий перебіг
Інтоксикація різко виражена, гарячка — тривала, температура тіла 40°С і вище. Хворий збуджений або, навпаки, адинамічний. Турбують сильні міалгії, через що хворі не можуть ходити. Різко знижений артеріальний тиск аж до колапсу і розвитку гострої недостатності надниркових залоз. З'являються ознаки ГНН, загальномозковий синдром, повторні рясні кровотечі. Проте дуже тяжкий перебіг хвороби з розвитком ГНН може бути і при безжовтяничній формі лептоспірозу.

### Період реконвалесценції
Триває 2-3 тижні. У третини хворих виникають рецидиви, які перебігають легше, ніж перша хвиля захворювання.

## Ускладнення
ГНН, вкрай рідко — гостра нирково-печінкова недостатність, гостра недостатність надниркових залоз, ДВЗ-синдром, тяжкі кровотечі, ГСН, міокардит, ендокардит, миготлива аритмія. різноманітні блокади серця, ГННМ, психоз, неспецифічна пневмонія, панкреатит, поліневрит тощо. Винятково рідко виникає перикардит, якій супроводжується фібриляцією передсердь і шумом тертя перикарда. Можливі інтрацеребральна гематома, субарахноїдальний крововилив.

## Діагностика

### Клініко-епідеміологічні критерії
На етапі клінічної діагностики потрібно враховувати епідеміологічні дані (контакт з підозрілою на забруднення лептоспірами водою, перебування у місцях поширення гризунів, професійний фактор тощо). Для ранньої клінічної діагностики лептоспірозу (в перші 4-5 днів) велике значення надають таким клінічним ознакам: раптовий початок з ознобом, висока гарячка, характерні міалгії, особливо литкових м'язів, поєднана патологія нирок, печінки, геморагічний синдром.

### Лабораторні та інструментальні зміни

#### Загальнолабораторні дослідження
У клінічному аналізі крові спостерігають тромбоцитопенію, помірну анемію, гіперлейкоцитоз із нейтрофільозом і зсувом формули вліво, значне прискорення ШОЕ. У загальному аналізі сечі виявляють підвищений вміст білка, еритроцити, незначну лейкоцитурію, гіалінові, іноді зернисті й навіть воскоподібні циліндри, клітини ниркового епітелію. За рахунок уробіліну сеча набуває цегляного відтінку, внаслідок появи в ній вільного білірубіну може бути коричневою. Залежно від ступеня жовтяниці випорожнення звичайного кольору або знебарвлені. У біохімічному аналізу крові відзначають збільшення вмісту азотистих метаболітів (сечовини, креатиніну), а при жовтяничній формі — білірубіну за рахунок як зв'язаного (непрямого), так і вільного (прямого), невелике підвищення активності АЛТ, АСТ, лужної фосфатази; зниження протромбінового індексу. У спинномозковому лікворі визначають переважно лімфоцитарний, нерідко з геморагічним компонентом, плеоцитоз.

#### Інструментальні дослідження
ЕКГ, ЕхоКГ свідчать про зниження функціональної скоротливості міокарда, гіподинамію, міокардіодистрофію, серцеву недостатність. Рентгенологічні інфільтрати виявляють у більшості хворих на лептоспіроз з наявністю в перебігу кровохаркання. Рентгенівська картина дуже нагадує відповідні зміни при ГРДСД, коли на тлі вираженої щільності легеневої тканини або «снігової бурі» дуже складно виявити істинну пневмонію і абсцедування легенів. В окремих випадках рентгенологічна картина нагадує інфільтративний чи міліарний туберкульоз.

### Специфічна діагностика
У перші дні хвороби діагноз можна підтвердити знаходженням лептоспір при мікроскопії в темному полі — крові (взятої під час гарячки, краще з пальця або мочки вуха), сечі (з 6-7-го дня захворювання), у спинномозковому лікворі (за наявності ознак менінгіту). Проводять мікроскопію цитратної крові або осаду сечі, одержаного центрифугуванням.
Але більш доступним, високочутливим і специфічним є серологічний метод діагностики за допомогою РМАЛ з живими культурами лептоспір (в Україні — 13 серогруп). Антитіла при лептоспірозі з'являються досить пізно, досягають максимального титру на 3-му тижні та пізніше. З метою ранньої діагностики рекомендують досліджувати сироватку крові, взяту в перші дні захворювання і через 5-7 днів. Навіть мінімальне зростання титру в динаміці, як правило, дає можливість підтвердити діагноз. При лептоспірозі достовірнішим вважають наростання титру вчетверо і більше протягом хвороби. Виявлення сероконверсії у перші 10 днів хвороби прогностично несприятливо, оскільки свідчить про надмірну реактивність організму.
Діагноз лептоспірозу не завжди вдається підтвердити серологічно, але це ще не дає підстав відмовитись від нього за наявності вагомих клініко-лабораторних і епідеміологічних чинників. Приблизно у половини хворих з тих, яким у стаціонарі лептоспіроз було діагностовано лише клінічно, вперше вдається виявити протилептоспірозні антитіла аж у періоді реконвалесценції при наступному диспансерному спостереженні. У померлих знаходять лептоспіри в нирках і печінці.
При лептоспірозі, спричиненому збудниками серогрупи Icterohaemorrhagiae, можна робити біологічну пробу — стерильно отриману від хворого кров, сечу або ліквор парентерально вводять морським свинкам, в яких за позитивного результату спостерігають жовтяницю і геморагії, а при розтині виявляють лептоспіри в крові та внутрішніх органах.
Розроблено також ІФА для виявлення в крові як антигенів лептоспір, так і окремих класів антитіл до них. У полімеразній ланцюговій реакції (ПЛР) можна виявити генетичний матеріал збудника — наявність його ДНК. У країнах з розвиненою медичною допомогою іноді проводять біопсію печінки з подальшим дослідженням біоптату в реакції імунофлюоресценції (РІФ).

## Лікування

### Загальні заходи
Обов'язковою є госпіталізація в інфекційне відділення, за необхідності надання невідкладної допомоги — у відділення реанімації. Призначають ліжковий режим, дієту № 5, якщо уражені нирки — № 7.

### Етіотропна терапія
Відразу по госпіталізації призначають бензилпеніцилін по 2 млн. ОД 6 разів на добу в/м, за наявності менінгіту добова доза може доходити до 24 млн. ОД. Застосовують пеніцилін залежно від клінічної ситуації протягом 7-10 днів, або до 2-го дня нормальної температури тіла. Пеніцилін вважають препаратом вибору через високу чутливість лептоспір до нього, через відсутність побічних явищ з боку печінки та нирок, які часто уражені при лептоспірозі. Також часто застосовують цефотаксим по 1 г 4 рази на день в/в, цефтріаксон 1 г 2 рази на день 7-10 днів.
При легких випадках можливим є застосування амоксициліну по 0,5-1 г 3 рази на день 5-7 днів. Також можливим є застосування доксицикліну по 0,1 г 2 рази на день 5-7 діб перорально, однак тільки в разі відсутності жовтяниці у хворого.

### Патогенетичне лікування
Одночасно проводять патогенетичну терапію, яка включає засоби, які поліпшують центральний і периферичний кровообіг, серцеву діяльність, забезпечують корекцію водно-електролітних, гемокоагуляційних, кислотно-лужних порушень. Широко застосовують ентеросорбенти останніх поколінь, інші детоксикаційні засоби: колоїдні і кристалоїдні (розчини солей і цукрів) препарати. Проводять за відсутності анурії форсований діурез (в/в введення 40 % розчину глюкози, 15-20 % розчину манітолу разом із салуретиками). За потреби (наявність ГНН) проводять екстракорпоральну детоксикацію — гемодіаліз, плазмаферез, плазмо- і гемосорбцію, ультрафільтрацію крові. Гемодіаліз  необхідно здійснити при анурії та високому вмісту калію в крові. За клінічними показаннями проводяться інфузії розчину альбуміну та свіжомороженої плазми, призначають серцево-судинні, гемостатичні та інші препарати.
Якщо розвивається ДВЗ-синдром, лікування проводять залежно від стадії його: у стадію гіперкоагуляції — в/в гепарин, фраксипарин чи еноксапарин, реополіглюкін, полівалентні інгібітори протеолітичних ферментів (протеіназ плазми) (апротинін, альфа1антитрипсин), дипіридамол, пентоксифілін та ін. У стадії гіпокоагуляції введення гепарину не рекомендовано, призначають етамзилат до 4-8 мл, свіжу донорську кров, нативну або кріоплазму, кріопреципітат, тромбомасу; при гіпофібринолізі — амінокапронову кислоту, синтетичні антифібринолітики, полівалентні інгібітори протеолітичних ферментів.
Раніше широко застосовували в лікуванні специфічний протилептоспірозний імуноглобулін, однак в більшості країн світу його не використовують через хворобу циркулюючих імунних комплексів. Хворих виписують після клінічного одужання.

## Профілактика

### Загальні заходи
Необхідні:
- дератизаційні заходи, охорона джерел водопостачання і харчових продуктів від забруднення виділеннями гризунів, заборона вживання води відкритих водойм;
- використання захисного одягу при роботі в несприятливих умовах, догляді за хворими тваринами,
- проведення ветеринарно-санітарних і меліоративних робіт.

### Специфічна профілактика
За епідемічними показаннями дорослих і дітей з 8 років імунізують вбитою полівалентною лептоспірозною вакциною п/ш 2 рази з інтервалом 7-10 днів, ревакцинацію проводять через 1 рік, проте ефективність вакцинопрофілактики не доведена.

### Дії в осередку хвороби
В епідемічному осередку здійснюють:
- заключну дезінфекцію;
- дератизацію;
- лабораторне обстеження (зокрема, серологічне дослідження на лептоспіроз) хворих з гарячкою і тих, хто перехворів протягом останнього місяця.
- піддають продукти тваринного походження термічній обробці, воду кип'ятять.

### Санітарно-освітня робота
Спрямована на ознайомлення населення з передумовами зараження лептоспірозом, клінічними проявами хвороби, необхідністю швидшого звертання за медичною допомогою. Слід звернути увагу на небезпеку купання у непроточних водоймах, використання води відкритих водойм для пиття і господарських потреб.

## Лептоспіроз у тварин
Лептоспіроз у тварин зазвичай перебігає безсимптомно, рідше — як гостра або хронічна хвороба. Захворювання, яке спричинює певна серогруппа лептоспір, має тенденцію до легкого перебігу у тих тварин, які є основним джерелом для тієї серогрупи, і тяжчим, якщо ці тварини не пристосовані до цієї серогрупи. Клінічні ознаки часто демонструють ураження нирок, печінки, порушення репродуктивної функції тварин, але можуть бути задіяні й інші органи.

### Велика рогата худоба
Гострий лептоспіроз відбувається переважно у телят. Клінічні ознаки включають гарячку, пригнічений стан, втрату апетиту, кон'юнктивіт та діарею, а в тяжчих випадках — жовтяницю, гемоглобінурію, гемолітичну анемію, пневмонію або менінгіт (що проявляється порушенням координації рухів, слинотечею, м'язовою ригідністю).
У дорослих корів ранні ознаки, такі як гарячка і зниження активності часто відсутні, або легкі, й часто не можуть бути виявлені. Перші ознаки хвороби у багатьох випадках є аборти, мертвонародження, а іноді і народження таких кволих телят, які швидко гинуть. Оскільки тільки корови здатні інфікуватися вперше під час вагітності, то репродуктивні втрати можуть виникати або спорадично, або у вигляді епізоотичного спалаху. В окремих випадках ускладненого отелення відбувається затримка відходження плаценти, що призводить до запальних процесів і формування неплідності. Деякі серовари лептоспір можуть призвести до раптової агалактії (припинення виробки молока) або зниження виділення молока коровою. Молоко може стати дуже густим, жовтим і кров'янистим, але ознак маститу немає. Поява молока, як правило, поліпшується після декількох днів хвороби, і виділення молока повертається до норми протягом декількох тижнів. Жовтяницю можна спостерігати у корів у дуже тяжких випадках.

### Дрібна рогата худоба
Лептоспіроз у овець і кіз схожий на захворювання великої рогатої худоби. Гострі випадки трапляються найчастіше в ягнят і козенят, і характеризується гарячкою, зменшенням апетиту (анорексією), іноді жовтяницею, діареєю, гемоглобінурією або анемією. Дорослі тварини, як правило, мають репродуктивні втрати (аборти, мертвонародження, народження кволих ягнят або козенят, безпліддя і зниження виділення молока), або взагалі не мають клінічних ознак.

### Свині
Лептоспіроз, як правило, перебігає субклінічно у свиней, крім випадків, коли вони інфікуються вперше. Найпоширенішими проявами є репродуктивні втрати, аборти на пізніх термінах вагітності, безпліддя, мертвонародження, наявність вже муміфікованих або мацерированих на період пологів плодів, підвищена смертність новонароджених поросят. Також виникає гарячка, зниження продукції молока свиноматками, жовтяниця. У деяких гуртах свиней короткочасна гарячка може бути єдиною ознакою хвороби.
Гострий лептоспіроз був описаний у поросят. Клінічні прояви у них включають гарячку, анорексію, пригнічений стан, пронос, жовтяницю, гемоглобінурію, шлунково-кишкові розлади, ознаки менінгіту. Постраждалі поросята можуть рости повільніше, ніж зазвичай, і смертність у них може бути високою, особливо серед найменших або найслабших.

### Собаки
Прояви і ступені тяжкості захворювання вельми різноманітні у собак. Початкові клінічні ознаки, як правило, неспецифічні — включають гарячку з ознобом, слабкість, пригнічений стан, малорухомість, анорексію, міалгії. Слизові оболонки часто є запалені. Пізніше, можуть з'явитися ознаки залучення нирок з полідипсією, олігурією, анурією, поліурією, гематурією або зневодненням в деяких випадках. Гарячка може бути в половині випадків ураження нирок. Блювання, пронос з випорожненнями сірого відтінку, біль в животі, втрату ваги, жовтяницю, кон'юнктивіт і аборти також відзначають в такій ситуації. Геморагічний синдром може виникнути в деяких собак: слизові оболонки вкриті петехіями і екхімозами, а в пізніх стадіях захворювання можуть бути й інші ознаки, такі як геморагічний гастроентерит і носові кровотечі. Лептоспірозний легеневий геморагічний синдром відзначено у собак, він проявляється кашлем, кривавим харкотинням, тахіпное або задишкою. Васкуліт може призвести до периферичних набряків, плеврального або перитонеального випоту. Також може виникнути панкреатит, міокардит. Смерть можуть відбутися в будь-який час, у тому числі, у гострій стадії. Іноді розвивається хронічне ураження нирок. Хронічний перебіг лептоспірозу у собак може бути безсимптомним, або проявлятися тривалою гарячкою неясного походження. Також може іноді розвивається хронічний гепатит.

### Коні
Як і в інших видів тварин, лептоспіроз може призвести до репродуктивних втрат у кобил. Аборти як правило, відбуваються в кінці вагітності, іноді після хвороби з легким перебігом, без ознак системних уражень. У деяких випадках, лошата народжуються або передчасно, або у строк, виснаженими, з жовтяницею.
Жовтянична форма лептоспірозу переважно розвивається в лошат. Клінічні ознаки можуть коливатися від субфебрилітету, анорексії і млявості у легких випадках, до пригніченого стану, ураження кон'юнктиви, жовтяниці, анемії та петехіального висипу. Ниркова недостатність є можливою. В окремих спалах було виявлено, що лептоспіри у коней здатні спричиняти легеневу кровотечу і тяжку дихальну недостатність з високою смертністю в деяких лошат.
Лептоспіроз також є суттєвою причиною рецидивного увеїту коней. Це ураження виникає через декілька тижнів до декількох місяців або років після того, як кінь був заражений, як правило, безсимптомно. Увеїт характеризується чергуванням періодів тяжкого запалення і ремісій. Під час гострої стадії клінічного перебігу може бути також гарячка, кон'юнктивіт, набряк рогівки, міоз та ірит, з світлобоязню, блефароспазмом, сльозотечею та інші ознаки ураження ока. Помутніння рогівки і періодичне запалення ока можуть бути ускладненням у активному перебігу основного захворювання. У хронічній фазі увеїту можуть виникнути передні та задні спайки ока, ексудати скловидного тіла, катаракта, вивих кришталика та інші аномалії.

### Південноамериканські верблюдові
Лептоспіроз є значущою причиною репродуктивних втрат у одомашнених в Південній Америці тварин з родини Верблюдових — лам і альпак.

### Олені
Лептоспіроз є серйозною проблемою вирощування оленів у Новій Зеландії, зокрема тварин до одного року життя. Млявість і гематурія були основними клінічними проявами у деяких епізоотіях. Інші ознаки — жовтяниця, фотосенсибілізація, помутніння рогівки, анемія і погане збільшення ваги. Частою є раптова смерть.

### Коти
Клінічно значущий лептоспіроз, здається, є рідкісним у котів, але повідомляють про окремі випадки з ознаками жовтяниці, ураженням нирок, увеїтом, кульгавості. Експериментально заражені коти мали тільки легкі клінічні ознаки (невелике підвищення температури, поліурія, полідипсія), хоча у окремих тварин виявили гістопатологічні докази запалення в нирках і печінці.

### Дикі тварини
Існує відносно мало повідомлень про перебіг лептоспірозу серед тварин з дикої природи, за винятком ластоногих. Незважаючи на те, котики і морські леви можуть бути заражені безсимптомно, клінічні випадки і, навіть, спалахи були відзначені як серед тих, які жили в дикій природі, так і тих, які були поневолені. Клінічні ознаки включали пригнічений стан, зневоднення, блювання, полідипсію і гарячку, а також аборти і високу неонатальну смертність. Постраждалі морські леви, як правило, не хочуть використовувати свої задні ласти, і приймають змушену згорблену позу з ластами, які складені на животі. Описано декілька клінічних випадків лептоспірозу в інших видів. Так клінічні ознаки у чорних носорогів включали пригнічений стан, анорексію, шлунково-кишковий дискомфорт із запором, тремором задніх кінцівок, дизурією та глюкозурією. Про хвороби, які, імовірно, були спричинені лептоспірами, повідомили у пуми, яку тримали в неволі, зі смертельним інтерстиціальним нефритом, і дикої пуми, яка була одночасно інфікована вірусом лейкемії котячих. Про клінічні випадки, деякі з яких були тяжкими, у негомінідних приматів також було повідомлено. Міркують, що у багатьох видів у дикій природі, особливо у гризунів, лептоспіроз перебігає безсимптомно.